# Emanuele Merisi
Emanuele Merisi (Treviglio, 10 ottobre 1972) è un ex nuotatore italiano.

## Biografia
Specializzato nel dorso ha vinto la medaglia di bronzo nei 200 m dorso ai Giochi olimpici di Atlanta 1996.
Con il tempo di 1'57"70 ha detenuto il record italiano dei 200 m dorso per circa 13 anni e nel 1996 la sua è stata la miglior prestazione mondiale dell'anno.

## Palmarès
nota: questa lista è incompleta
| Giochi olimpici              | ---                     | 100 m dorso               | 200 m dorso               | 4×200 m st. libero             | 4×100 m mista                            |
| 1992 Barcellona Spagna       | ---                     | 8º in finale B 57"71      | ---                       | ---                            | 11º - 3'44"30 frazione: 57"25            |
| 1996 Atlanta Stati Uniti     | ---                     | 6º 55'53                  | Bronzo 1'59"18            | 6º - 7'19"92 frazione: 1'51"14 | ---                                      |
| 2000 Sydney Australia        | ---                     | 22º in batteria 56"35     | 5º 1'59"01                | ---                            | ---                                      |
| 2004 Atene Grecia            | ---                     | ---                       | 16º in semifinale 2'00"83 | ---                            | squal. in batteria frazione: 56"55       |
| Campionati del mondo         | ---                     | 100 m dorso               | 200 m dorso               | 4×200 m st. libero             | 4×100 m mista                            |
| 1994 Roma Italia             | ---                     | 19º in batteria 57"42     | 11º in batteria 2'01"88   | ---                            | ---                                      |
| 1998 Perth Australia         | ---                     | 4º in finale B 56"38      | 4º 1'59"59                | ---                            | 9º in batteria - 3'44"20 frazione: 57"72 |
| 2001 Fukuoka Giappone        | ---                     | 16º in semifinale 56"54   | 7º 1'59"83                | ---                            | 12º - 3'43"32 frazione: 56"99            |
| Mondiali in vasca corta      | 100 m dorso             | 200 m dorso               | 4×100 m st. libero        | 4×200 m st. libero             | 4×100 m mista                            |
| 1993 Palma di Maiorca Spagna | elim. in batteria 55"14 | elim. in batteria ?       | 5º - 3'22"46 :            | 5º - 7'18"94 :                 | 7º - 3'43"80 frazione: 55"43             |
| 1997 Goteborg Svezia         | 6º in finale B 54"65    | 6º 1'55"92                | ---                       | ---                            | ---                                      |
| Campionati europei           | ---                     | 100 m dorso               | 200 m dorso               | 4×200 m st. libero             | 4×100 m mista                            |
| 1991 Atene Grecia            | ---                     | 2º in finale B 57"73      | 5º in finale B 2'02"92    | ---                            | ---                                      |
| 1993 Sheffield Regno Unito   | ---                     | 7º 56"26                  | Bronzo 1'59"57            | ---                            | ---                                      |
| 1995 Vienna Austria          | ---                     | elim. in semifinale 56"64 | 6º 2'00"70                | Bronzo: 7'20"96 :              | ---                                      |
| 1997 Siviglia Spagna         | ---                     | 4º 56"09                  | Argento 1'59"63           | ---                            | 4º - 3'43"92 frazione: 56"55             |
| 1999 Istanbul Turchia        | ---                     | elim. in semifinale 56"52 | Bronzo 2'00"50            | ---                            | 8º - 3'43"07 frazione: 56"52             |
| 2000 Helsinki Finlandia      | ---                     | 7º 56"15                  | Argento 2'00"02           | ---                            | 5º - 3'41"88 frazione: 56"50             |
| 2002 Berlino Germania        | ---                     | 23º in batteria 56"73     | 4º 1'59"17                | ---                            | ---                                      |
| Europei in vasca corta       | 50 m dorso              | 100 m dorso               | 200 m dorso               | ---                            | 4×50 m mista                             |
| 1996 Rostock Germania        | ---                     | Bronzo 54"39              | Oro 1'54"91               | ---                            | Argento: 1'38"50 frazione: 25"68         |
| 1998 Sheffield Regno Unito   | elim. in batteria 26"07 | elim. in batteria 54"98   | 6º 1'56"68                | ---                            | ---                                      |
| 1999 Lisbona Portogallo      | elim. in batteria 26"06 | elim. in batteria 55"97   | elim. in batteria 1'58"45 | ---                            | ---                                      |
| Giochi del Mediterraneo      | ---                     | 100 m dorso               | 200 m dorso               | 4×200 m st. libero             | 4×100 m mista                            |
| 1991 Atene Grecia            | ---                     | ---                       | Bronzo 2'03"27            | ---                            | ---                                      |
| 1997 Bari Italia             | ---                     | Oro 56"45                 | Oro 2'01"49               | ---                            | Oro: 3'44"60 :                           |
| Universiadi                  | ---                     | 100 m dorso               | 200 m dorso               | 4×200 m st. libero             | 4×100 m mista                            |
| 1993 Buffalo Stati Uniti     | ---                     | Bronzo 56"31              | Argento 2'00"45           | ---                            | ---                                      |
| 1997 Messina Italia          | ---                     | 4º 56"56                  | Oro 2'00"29               | ---                            | ---                                      |
| 1999 Palma di Maiorca Spagna | ---                     | ---                       | 6º 2'02"06                | ---                            | ---                                      |
| Europei giovanili            | ---                     | 10 0 m dorso              | 200 m dorso               | ---                            | 4×100 m mista                            |
| 1988 Amersfoort Paesi Bassi  | ---                     | Argento 59"92             | Bronzo 2'07"43            | ---                            | Argento: 3'55"52 :                       |
| 1989 Leeds Regno Unito       | ---                     | Argento 2'04"93           | ---                       | ---                            | ---                                      |
| Goodwill Games               | ---                     | 100 m dorso               | 200 m dorso               | ---                            | 4×100 m mista                            |
| 1998 New York Stati Uniti    | ---                     | 10º 56"73                 | 4º 2'00"85                | ---                            | Bronzo: 3'40"54 frazione: 56"73          |

### Campionati italiani
58 titoli individuali e 11 in staffette, così ripartiti:
- 7 nei 50 m dorso
- 23 nei 100 m dorso
- 26 nei 200 m dorso
- 2 nei 200 m misti
- 3 nella staffetta 4×100 m stile libero
- 3 nella staffetta 4×200 m stile libero
- 5 nella staffetta 4×100 m mista

nd= non disputati
| Anno | Edizione    | st.libero 4x100 m | st.libero 4x200 m | dorso 50 m | dorso 100 m | dorso 200 m | farfalla 200 m | misti 200 m | mista 4x50 m | mista 4x100 m |
| ---- | ----------- | ----------------- | ----------------- | ---------- | ----------- | ----------- | -------------- | ----------- | ------------ | ------------- |
| 1988 | Primaverili | -                 | -                 | nd         | -           | 3           | -              | -           | nd           | -             |
| 1989 | Primaverili | -                 | -                 | nd         | 2           | 3           | -              | -           | nd           | -             |
| 1989 | Estivi      | -                 | -                 | nd         | -           | 2           | -              | -           | nd           | -             |
| 1990 | Estivi      | -                 | -                 | nd         | 1           | 2           | -              | -           | nd           | -             |
| 1991 | Primaverili | -                 | -                 | nd         | 1           | 2           | -              | -           | nd           | -             |
| 1991 | Estivi      | -                 | -                 | nd         | 1           | 1           | -              | -           | nd           | -             |
| 1992 | Primaverili | 2                 | -                 | nd         | 1           | 2           | -              | -           | nd           | -             |
| 1992 | Estivi      | 3                 | -                 | nd         | 1           | 2           | -              | -           | nd           | 3             |
| 1993 | Primaverili | 2                 | 2                 | nd         | 1           | 1           | -              | 1           | nd           | 1             |
| 1993 | Estivi      | -                 | 2                 | nd         | 1           | 1           | -              | -           | nd           | 2             |
| 1994 | Primaverili | 2                 | 2                 | nd         | 1           | 1           | -              | 1           | nd           | 1             |
| 1994 | Estivi      | 1                 | 2                 | nd         | 1           | 1           | -              | -           | nd           | 1             |
| 1995 | Primaverili | 1                 | 2                 | nd         | 1           | 1           | -              | 2           | nd           | 1             |
| 1995 | Estivi      | 3                 | 2                 | nd         | 1           | 1           | 2              | -           | nd           | 3             |
| 1996 | Primaverili | 2                 | 2                 | nd         | 1           | 1           | -              | -           | nd           | 3             |
| 1996 | Estivi      | 2                 | 2                 | nd         | 1           | 1           | -              | -           | nd           | 3             |
| 1997 | Primaverili | -                 | -                 | nd         | 1           | 1           | -              | -           | nd           | 3             |
| 1997 | Estivi      | 2                 | 3                 | nd         | 1           | 1           | -              | -           | nd           | -             |
| 1998 | Primaverili | -                 | 2                 | nd         | 1           | 1           | -              | -           | nd           | 2             |
| 1998 | Estivi      | -                 | 2                 | nd         | 1           | 1           | -              | -           | nd           | 2             |
| 1998 | Invernali   | nd                | nd                | 1          | 3           | 1           | -              | -           | nd           | nd            |
| 1999 | Primaverili | -                 | -                 | 1          | 1           | 1           | -              | -           | nd           | 3             |
| 1999 | Estivi      | -                 | -                 | 1          | 1           | 1           | -              | -           | nd           | 3             |
| 2000 | Primaverili | -                 | -                 | 1          | 1           | 1           | -              | -           | nd           | 3             |
| 2000 | Estivi      | -                 | -                 | 2          | 2           | 1           | -              | -           | nd           | 3             |
| 2000 | Invernali   | nd                | nd                | -          | 2           | 1           | -              | -           | -            | nd            |
| 2001 | Primaverili | -                 | -                 | 1          | 1           | 1           | -              | -           | nd           | -             |
| 2001 | Estivi      | -                 | -                 | 1          | 2           | 1           | -              | -           | nd           | -             |
| 2002 | Primaverili | -                 | 1                 | 2          | 2           | 1           | -              | -           | nd           | 2             |
| 2002 | Estivi      | 3                 | 1                 | -          | 1           | 1           | -              | -           | nd           | 1             |
| 2002 | Invernali   | nd                | nd                | -          | -           | 1           | -              | -           | 2            | nd            |
| 2003 | Primaverili | -                 | 2                 | -          | 1           | 1           | -              | -           | nd           | 2             |
| 2004 | Primaverili | 1                 | 1                 | 1          | 2           | 1           | -              | -           | nd           | 3             |
| 2004 | Estivi      | -                 | 3                 | -          | -           | 2           | -              | -           | nd           | 3             |
| 2005 | Estivi      | -                 | 2                 | -          | -           | -           | -              | -           | nd           | -             |